# Басторф
Басторф (нім. Bastorf) — громада в Німеччині, розташована в землі Мекленбург-Передня Померанія. Входить до складу району Росток. Складова частина об'єднання громад Нойбуков-Зальцгафф.
Площа — 24,40 км2. Населення становить 1078 ос. (станом на 31 грудня 2020).